# Jonny Teupen
Jonny Teupen (* 9. Januar 1923 in Berlin; † 17. August 1991 in Köln) war ein deutscher Harfenist und Komponist des Modern Jazz und des Easy Listening. Er war auch unter dem Pseudonym Jean-Pierre Valmer tätig.

## Leben und Wirken
Teupen studierte bei Max Saal an der Akademischen Hochschule für Musik Berlin. Nach Stationen im Theater des Volkes und der Staatsoper Unter den Linden wechselte er 1949 zum NWDR, wo er Soloharfenist des heutigen WDR Rundfunkorchester Köln wurde, dem er bis 1985 angehörte. Daneben war er aber auch in WDR-Produktionen mit Paul Kuhn und Helmut Zacharias zu hören. Um ihn herum wurde 1961 der Musik-Kurzfilm Junger Mann mit Harfe aufgebaut. Unter eigenem Namen spielte er (insbesondere für MPS) mehrere jazzorientierte Alben ein und komponierte auch für den Film (Mini Killers, 1969). In den 1960er und frühen 1970er Jahren galt er in Deutschland als „Harfenist Nr. 1“.
Trivia
Jonny Teupen ließ sich von Daimler-Benz in Sonderanfertigung einen PKW mit überdimensioniertem Kofferraum bauen, um damit seine Harfe zu transportieren.

## Diskographische Hinweise
- Johnny Teupen und seine Zauberharfe (mit Paul Kuhn, Ferdinand Klein, Werner Brock)
- Play Harp (mit Blanche Birdsong, Sahib Shihab, Francis Coppieters, Jimmy Woode, John Fischer, Kenny Clarke, Stuff Combe, 1966)
- Harpedelic (mit Shake Keane, Jiggs Whigham, Dave Pike, Volker Kriegel, J.A. Rettenbacher, Charly Antolini, Günter-Kallmann-Chor, 1969)
- Harporhythm (mit Karl Drewo, Jiggs Whigham, Milan Lulić, J.A. Rettenbacher, Cees See, Peter Thoms, 1971)
- Never Gonna Be a Sky-Scraper / Waltzing Harp (etwa 1971)
- Toots Thielemans / Jonny Teupen / Paul Kuhn Just Friends (mit Ack van Rooyen, Jean Warland, Bruno Castellucci, 1986)